# Rafał Wiśniewski (socjolog)
Rafał Wiśniewski (ur. 25 lipca 1977 w Warszawie) – polski socjolog, wykładowca akademicki, menedżer kultury, profesor Uniwersytetu Kardynała Stefana Wyszyńskiego. W latach 2017–2024 dyrektor Narodowego Centrum Kultury.

## Wykształcenie
W latach 1998–2003 studiował socjologię na Uniwersytecie Kardynała Stefana Wyszyńskiego (UKSW) w Warszawie. Na tej samej uczelni w 2009 roku obronił doktorat ze specjalności socjologia kultury. W 2016 roku na podstawie pracy „Transgresja kompetencji międzykulturowych. Studium socjologiczne młodzieży” uzyskał stopień doktora habilitowanego socjologii. Jest absolwentem studiów podyplomowych w Zakładzie Krajów Pozaeuropejskich Polskiej Akademii Nauk pt. Polityka i kultura w krajach Azji i Afryki.

## Działalność
Od 2011 do 2017 pełnił funkcję wiceprzewodniczącego Polskiego Towarzystwa Socjologicznego. Był również członkiem Zarządu Rady Zakładu Badań Naukowych PTS i Zarządu Oddziału Warszawskiego PTS oraz współzałożycielem i członkiem Pracowni Badawczej Polski Pomiar Postaw i Wartości.
W latach 2016–2017 zasiadał na stanowisku dyrektora Instytutu Socjologii Uniwersytetu Kardynała Stefana Wyszyńskiego w Warszawie. Od 2020 kieruje Katedrą Socjologii Kultury w Instytucie Nauk Socjologicznych na Wydziale Społeczno-Ekonomicznym UKSW.
W styczniu 2017 decyzją Ministra Kultury i Dziedzictwa Narodowego Piotra Glińskiego objął stanowisko dyrektora Narodowego Centrum Kultury. W kwietniu 2021 instytucja została uhonorowana przez ministrów kultury Grupy V4 Nagrodą Wyszehradzką. W marcu 2024 został odwołany ze stanowiska dyrektora Narodowego Centrum Kultury i jednocześnie powołany na stanowisko  zastępcy dyrektora tej instytucji.
Jest członkiem Rady Naukowej Biblioteki Narodowej kadencji 2018–2024, Rady Muzeum przy Muzeum Narodowym w Poznaniu kadencji 2020–2024, Rady Muzeum przy Muzeum Narodowym w Lublinie kadencji 2021–2025. Był także członkiem rady Biura „Niepodległa”. Od czerwca 2020 nieprzerwanie zasiada w Radzie Centrum Badania Opinii Społecznej. Jest współinicjatorem i dyrektorem Międzynarodowego Festiwalu Muzyki Europy Środkowo-Wschodniej EUFONIE. Odpowiada za działalność Kordegardy. Galerii Narodowego Centrum Kultury. Producent filmów dokumentalnych: „Ostatnia góra” i „Bezkrwawa rewolucja”. Koproducent pierwszej polskiej fabuły w technologii wirtualnej rzeczywistości (VR) pt. „Kartka z Powstania”, filmu VR „Wiktoria 1920” oraz dokumentów: „Położna” „O zwierzętach i ludziach”, „Chopin nie boję się ciemności”
Był pełnomocnikiem Ministra Kultury i Dziedzictwa Narodowego do spraw obchodów kulturalnych 15. rocznicy wstąpienia Polski do Unii Europejskiej.
W latach 2021–2024 członek rady nadzorczej spółki Pałac Saski Sp. z o.o. reprezentujący Ministerstwo Kultury i Dziedzictwa Narodowego.
W latach 2021–2023 prowadził program „Zaginione. Odnalezione”, emitowany na antenie TVP Kultura, poświęcony odnalezionym po latach skarbom polskiego dziedzictwa materialnego – zabytkowym przedmiotom, które na skutek tragicznych losów Polski zaginęły.

## Odznaczenia i nagrody
- Srebrny Krzyż Zasługi (14 grudnia 2020)[28]
- Medal Stulecia Odzyskanej Niepodległości (9 stycznia 2023)[29]
- Medal Komisji Edukacji Narodowej (2014)[30]
- Srebrny Medal „Zasłużony dla Nauki Polskiej Sapientia et Veritas” (2023)[31]
- Złotym Krzyżem Zasługi Republiki Węgierskiej (25 listopada 2022)[32]
- nagroda Feniksa Stowarzyszenia Wydawców Katolickich w kategorii „Historia-Niepodległa” za redakcję publikacji Siłą naszego ducha jesteśmy. Eseje o Niepodległej (2019)[33]
- nagroda specjalna Mecenasa Kultury Studenckiej, jako pierwszy laureat, podczas Ogólnopolskiego Forum Kultury Studenckiej (2021)[34]
- Brązowy Medal „Zasłużony Kulturze Gloria Artis” (2024)[35]

## Publikacje
- Horyzonty kultury. Pomiędzy ciągłością i zmianą[36], red. R. Wiśniewski, M. Szupejko (2012)
- Afryka między tradycją a współczesnością. Wybrane przykłady kontynuacji i zmian w historii, polityce, gospodarce i społeczeństwie, red. R. Wiśniewski, A. Żukowski[37] (2013)
- Kultury kontestacji. Dziedzictwo kontrkultury i nowe ruchy społecznego sprzeciwu[38], red. T. Maślanka, R. Wiśniewski (2015)
- Sociologies of Formality and Informality[39], red. A. Mica, J. Winczorek, R. Wiśniewski (2015)
- Transgresja kompetencji międzykulturowych. Studium socjologiczne młodzieży, R. Wiśniewski[40] (2016)
- Tradycja i teraźniejszość Polskiego Towarzystwa Socjologicznego, R. Wiśniewski, M. Pawlak[41]
- Sociology of the Invisible Hand, red. A. Mica, K.M. Wyrzykowska, R. Wiśniewski, I. Zielińska (2018)[42]
- Siłą naszego ducha jesteśmy. Eseje o Niepodległej, red. naukowa R. Wiśniewski (2018)[43]
- O 11 listopada pewnego roku. Świętowanie stulecia odzyskania niepodległości w ujęciu socjologicznym R. Wiśniewski, T. Kukołowicz, Z. Maciejczak-Kwiatkowska, M. Modzelewska, K. Węglarska, M. Zarzecki (2019)[44]
- Mit i znaczenie, tł. M. Eccles, R. Wiśniewski (2020)[45]
- Oswajając zmienność. Kultura lokalna z perspektywy domów kultury, R. Wiśniewski, G. Pol, R. Pląsek, A. Bąk (2021)[46]